# Hugh Cecil, 1. Baron Quickswood

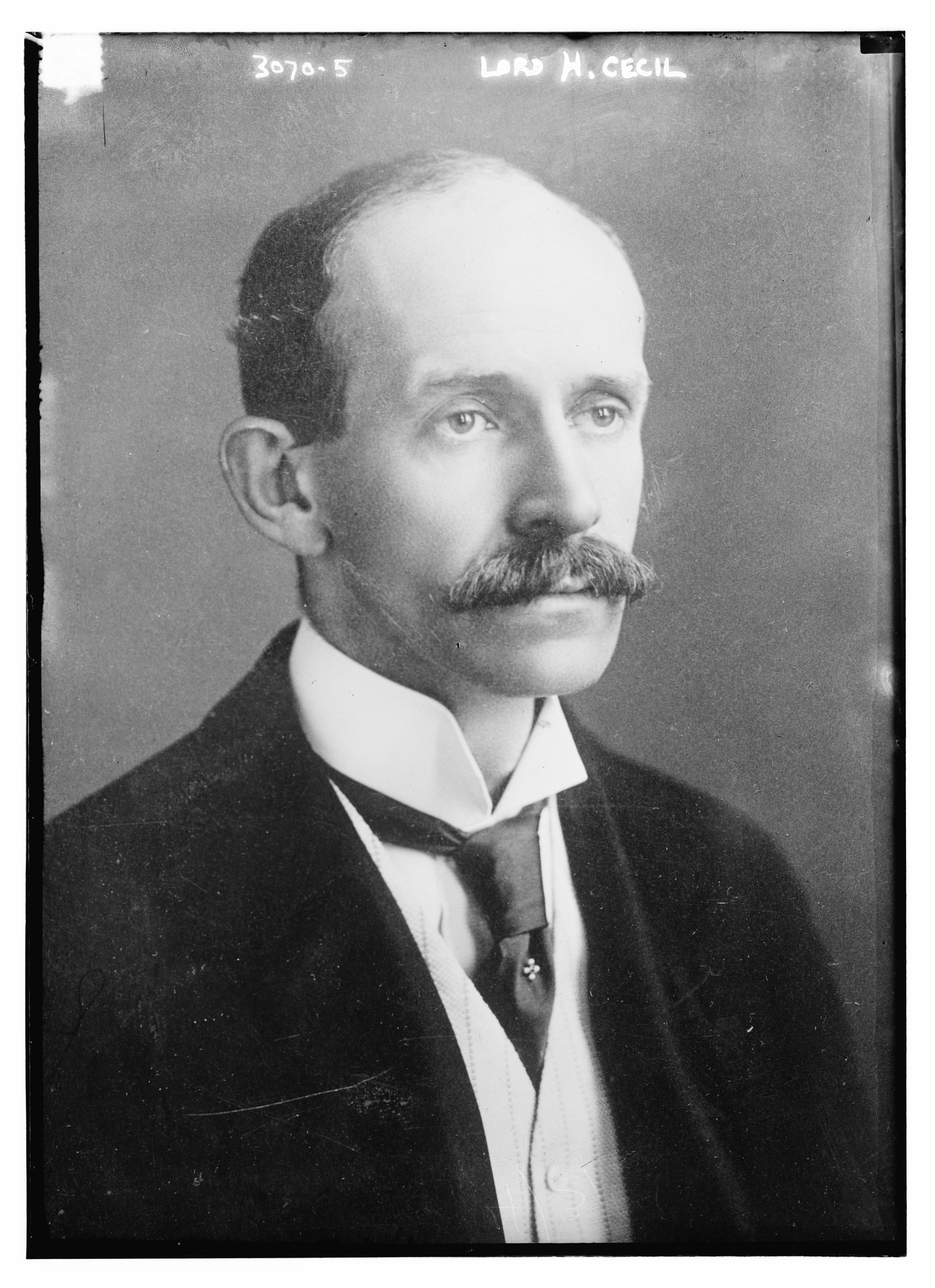
Lord Hugh Cecil, um 1914

Hugh Richard Heathcote Gascoyne-Cecil, 1. Baron Quickswood (* 14. Oktober 1869; † 10. Dezember 1956), auch bekannt unter dem Kurznamen Hugh Cecil, war ein britischer Politiker und Peer.

## Leben und Wirken
Er war der fünfte und jüngste Sohn des Robert Gascoyne-Cecil, 3. Marquess of Salisbury, der zwischen 1883 und 1902 dreimal britischer Premierminister war, aus dessen Ehe mit Georgina Alderson. Als jüngerer Sohn eines Marquess führte er seit Geburt die Höflichkeitsanrede „Lord“ Hugh Cecil. Sein Cousin, der Sohn einer Schwester seines Vaters, war der Staatsmann und Philosoph Arthur Balfour, der zwischen 1883 und 1929 zahlreiche Regierungsämter, darunter das des Premierministers (1902–1905) und das des Außenministers (1916–1919) bekleidete.
Er besuchte das Eton College und studierte am University College der Universität Oxford. Nach dem Abschluss seiner Studien unterstützte er seinen Vater von 1891 bis 1892 als Hilfsprivatsekretär in dessen Amt als Außenminister.
1895 wurde er als konservativer Kandidat für den Wahlkreis Greenwich ins House of Commons gewählt. Für diesen Wahlkreis wurde er bis 1906 mehrfach wiedergewählt. 1910 wurde er Abgeordneter der Conservative Party für die Universität Oxford, die er für die nächsten 27 Jahre, bis 1937, im Parlament vertrat.
Im ersten Jahrzehnt des 20. Jahrhunderts tat Cecil sich als namensstiftender Anführer der „Hughligans“ (ein Wortspiel aus Cecils Vornamen Hugh und dem englischen Wort hooligan), einer Gruppe rebellischer junger konservativer Abgeordneter, die durch ihre energische Kritik an den Führern ihrer Partei auffielen. Zu den Hughligans zählten neben Cecil unter anderem Frederick Edwin Smith, Arthur Stanley, Ian Malcolm und – bis 1904 – Winston Churchill, dessen Trauzeuge er 1908 wurde. Cecil opponierte damit gegen seinen eigenen Verwandten Arthur Balfour, der im November 1911 schließlich aufgrund der mannigfaltigen Kritik gezwungen war, zurückzutreten und die Wahl eines Nachfolgers zu ermöglichen.
Im Ersten Weltkrieg diente er zeitweise als Lieutenant im Royal Flying Corps.
1937 verließ Cecil das Unterhaus und war von 1936 bis 1944 Provost des Eton College. Am 25. Januar 1941 wurde Cecil der erbliche Adelstitel Baron Quickswood, of Clothall in the County of Hertford, verliehen, wodurch er Mitglied des House of Lords wurde. Da er unverheiratet und kinderlos blieb, erlosch dieser Titel bei seinem Tod 1956.
Hugh Cecils Bruder Robert amtierte von 1923 bis 1946 als Präsident des Völkerbundes. Er war Gründer und Präsident der Internationalen Friedenskampagne und erhielt 1937 den Friedensnobelpreis.